# Euonymus bullatus
Euonymus bullatus är en benvedsväxtart som beskrevs av Nathaniel Wallich. Euonymus bullatus ingår i släktet Euonymus och familjen Celastraceae. Inga underarter finns listade.